# 마리냐노 전투
마리냐노 전투 (Battaglia di Marignano)는 캉브레 동맹 전쟁(1508년–1516년)이라 불리는 이탈리아 전쟁 시기에 프랑스와 구스위스 연방 사이 벌어진 전투이다. 밀라노에서 남동쪽으로 16km 거리에 오늘날에는 멜레냐노라고 불리는 도시 인근에서 1515년 9월 13일과 14일에 일어났다. 프랑스군의 승리로 끝이 났다.
새롭게 프랑스 왕위에 오르고 자신의 21번째 생일이 하루 지난 날에 프랑수아 1세가 이끄는 유럽에서 가장 장비가 휼륭한 창기병과 포병들로 이뤄진 프랑스군은 구스위스 연방을 상대로 커다란 피해를 주었다. 프랑스군 측에는 전투에서 스위스의 숙명의 적이라는 명성을 지닌 독일의 란츠크네흐트와 뒤늦게 도착한 베네치아 동맹군이 있었다.

## 배경
마리냐노 원정에서 수년간 스위스가 성공을 거둔 동안에, 북부 이탈리아에서 프랑스는 커다란 어려움을 겪었다. 스위스는 노바라 전투 (1513년)에서 승리를 거두고 밀라노 (프랑스측에서는 이탈리아로 향하는 문이던)의 지배권을 장악했고, 루도비코 스포르차의 아들이자 밀라노를 독립적으로 통치한 마지막 스포르차 가 공작 마시밀리아노를 그들의 허수아비로 쓰기 위해 공작 자리에 다시 앉혔다.
마리냐노 전투의 서막은 프랑수아가 이전에 알려지지 않은 경로인 콜 다르젠티에르를 넘는 새로 포장한 도로에 대포 부품 (72개의 대형 대포)들을 끌고 가며 알프스를 통과하는 놀라운 것이었다. 이 방법은 당시 시대 가장 앞선 군사 기술 중 하나이자 한니발이 알프스를 넘는 것과 동급으로 여겼다. 빌라프란카에서 자크 드 라 팔리스가 이끄는 프랑스군은 신성 동맹군의 후방에 위치한 교황군 사령관 프로스페로 콜론나를 과감한 기병대 공격으로 기습을 가하여 사로잡았다 (피에르 테라유 바야르가 이 작전의 전문적인 지식들을 제공했다). 콜론나와 그의 수행원들을 제외하고도, 프랑스군은 600 마리의 말을 포함하여 습격에서 많은 전리품을 차지했다.
콜론나의 생포와 피에몬테 평야에서 프랑스의 기습적인 출현은 신성 동맹 측을 충격에 빠트렸다. 교황과 스위스는 모두 프랑수아와 협상 조건을 모색했고, 나폴리에서 오던 스페인 동맹군은 사건 전개를 기다리며 멈추었다. 주요 스위스군은 밀라노로 퇴각했고, 전쟁에 지치고 수 년간 성공적인 원정에서 얻은 전리품을 챙기고 고향으로 돌아가길 열망하던 대부분은 프랑스와의 협상을 촉구했다.
스위스 측에서 밀라노를 프랑스에 돌려주기로 결정에 도달했지만, 스위스 칸톤에서 새롭게 도착한 호전적이던 병력들은 빈손으로 고향에 돌아가길 바라지 않았기에 합의를 취소해버렸다. 불화가 스위스군을 휩쓸 때까지 노바라 전투에서 강력한 프랑스군에 승리를 거뒀던 스위스군 중에 남은 소수를 시옹의 추기경이자 프랑수아의 최대 적 마테우스 시너가 9월 13일 스위스군에 열렬한 연설을 하며 자극시켰다. 시너는 승리를 거두면 엄청난 이득이 있을거라 언급하며, 국민적 자부심에 호소하며, 즉각적인 전투에 나설 것을 촉구했다. 갑작스럽게 열렬한 스위스 병력들이 무기를 가지고 통제 속에서 밀라노로 나왔지만 광분한 상태였다.

## 교전

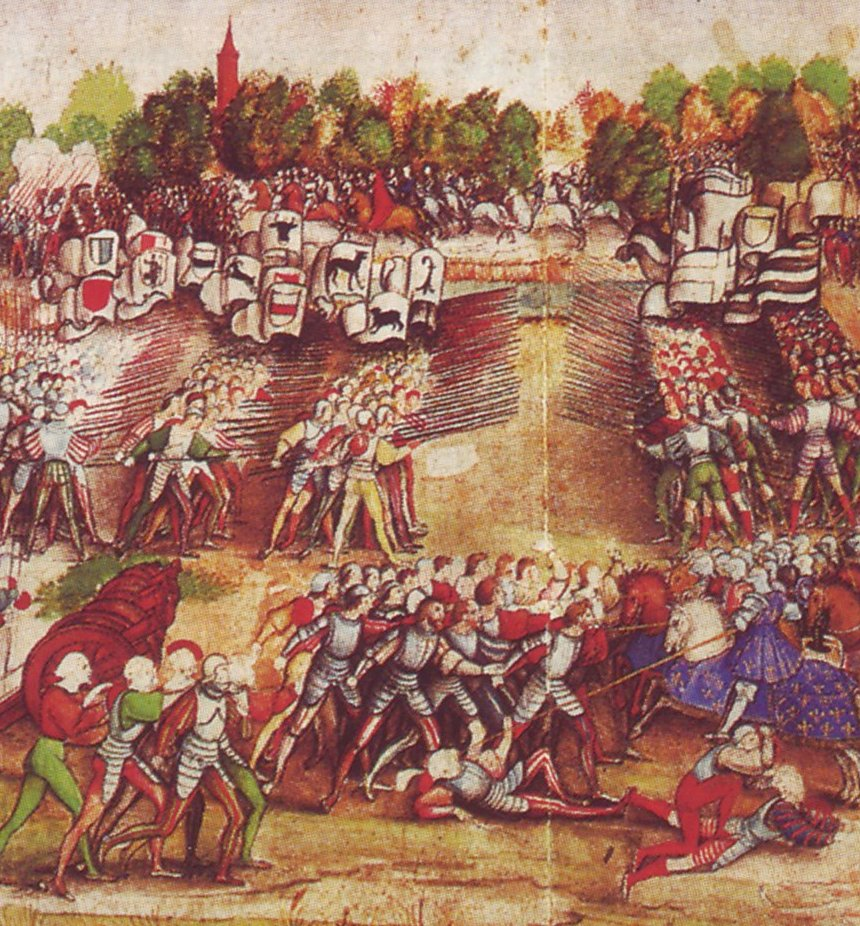
라이슬로이퍼와 독일 란츠크네흐트는 마리냐노 전투에서 영광, 명성, 임금을 위해 싸웠다. 르네상스 시대 병력의 대부분은 용병들로 이뤄졌다.

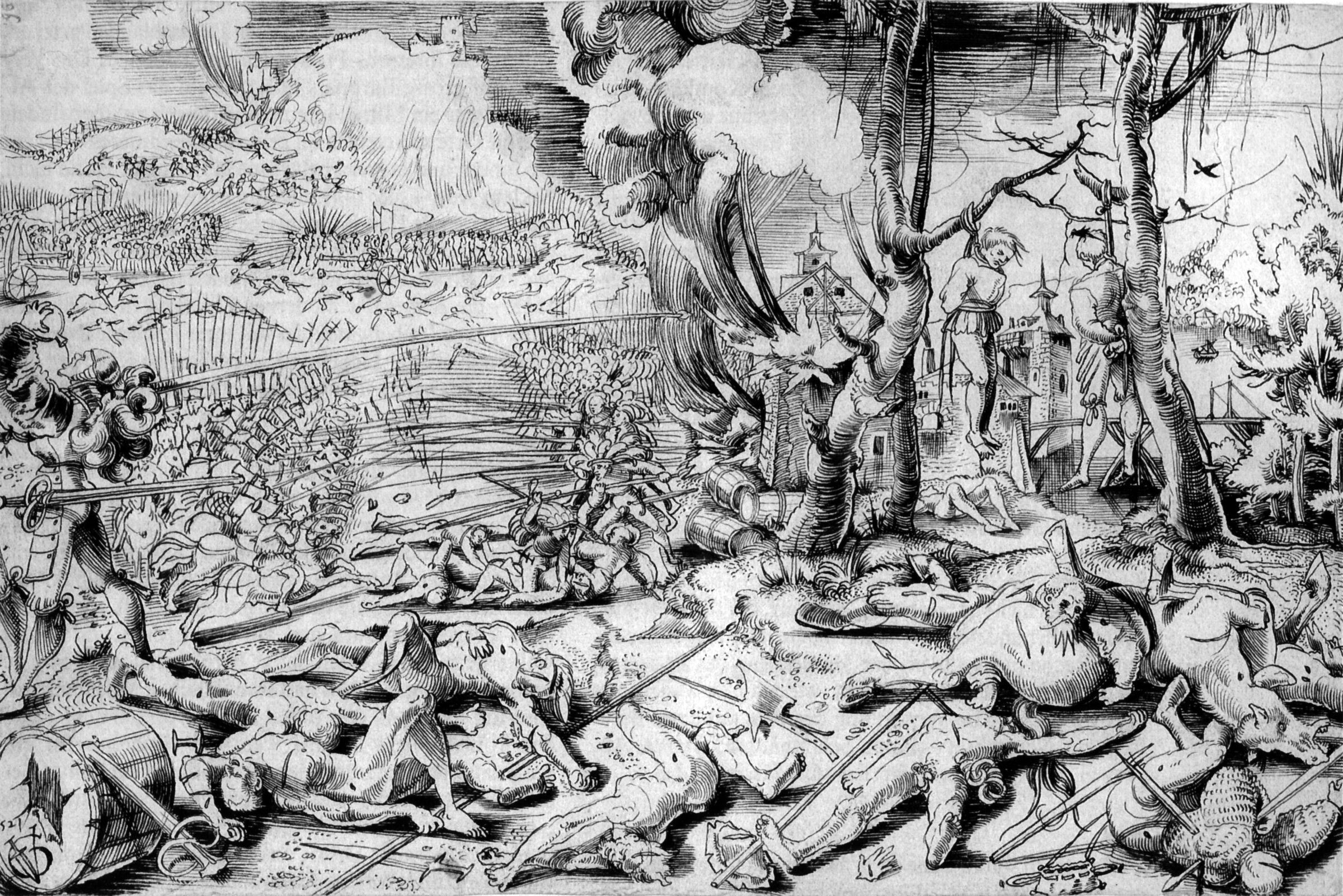
마리냐노 전투에서 직접 싸웠다고 하는 우르스 그라프가 그린 마리냐노 전장.

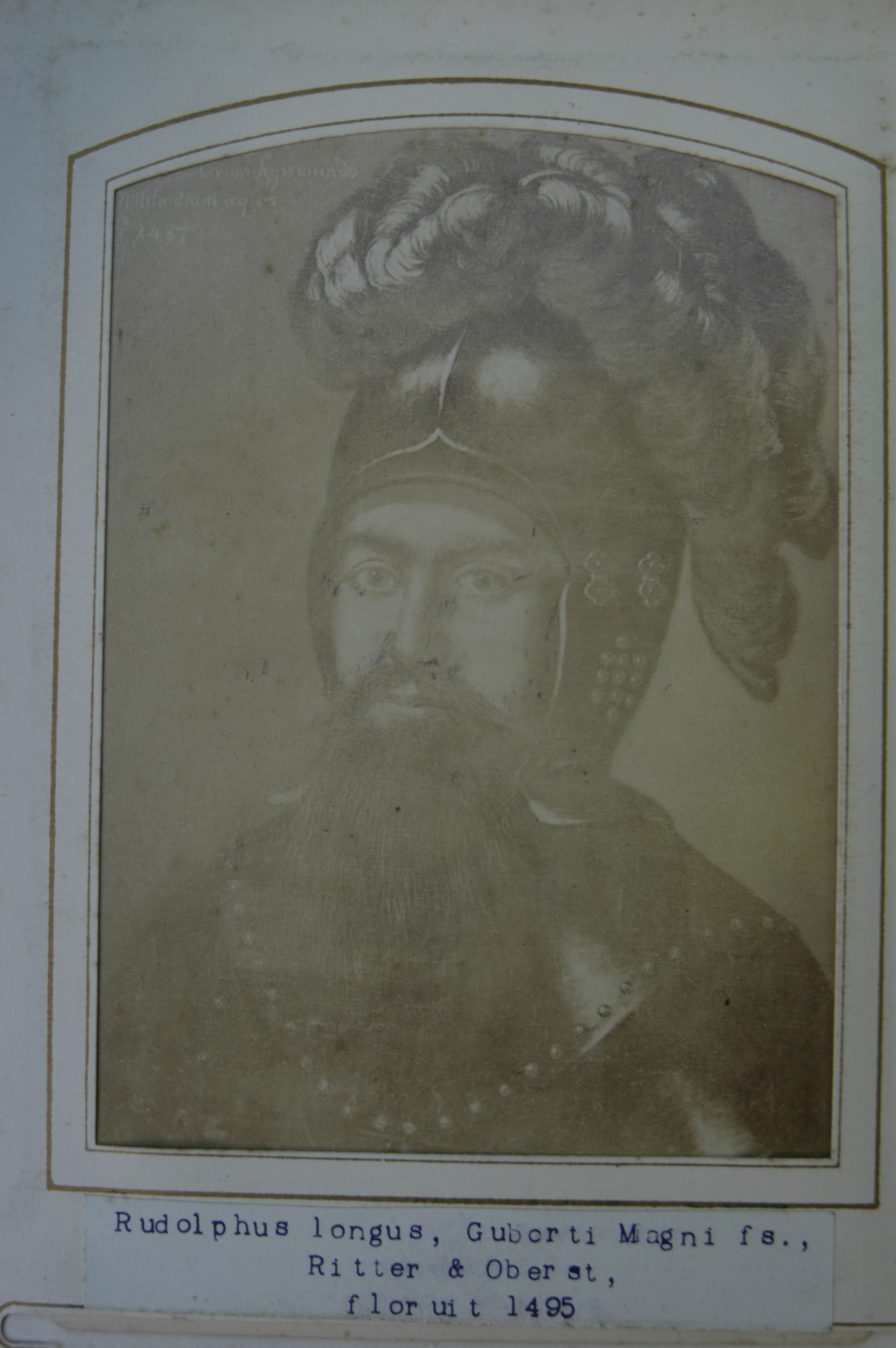
1515년 마리냐노에서 전사한 파비아 총독 솔리오의 로돌푸스 롱구스

스위스는 평범한 평야 위에 있는 조금 전소한 마을인 마리나뇨에서 프랑수아의 군대와 마주쳤다. 조약을 체결했기에, 프랑스군은 교전을 예상하지 않았다. 프랑수아가 그의 텐트에서 새로운 감옷을 입으려하고 있을 때, 정찰병이 스위스군의 진격 소식을 보고했다. 프랑스군은 재빠르게 행동에 나서, 세 가지 대형을 형성했다: 프랑스의 콘네타블 샤를 3세 드 부르봉이 이끄는 조금 전방과 오른쪽에 위한 선봉대; 오른쪽에서 조금 뒤에 있는 왕이 지휘하는 가운데 쪽;왼쪽과 뒤쪽인 "후위"는 알랑송 공작이 지휘했다. 각 대형들은 보병, 포병, 기병들로 구성되어 있었다.
프랑수아의 중앙 대형의 앞은 악명높은 검은 군단이 지키고 있는 72개의 야전 거대 포열이었다. 또한 왕의 대형에는 바야르의 기사와 유럽에서 가장 뛰어난 창기병들인 그의 부대가 있었다.
일몰이 가까워지자, 스위스군은 그들이 가진 병력을 세 개의 대형으로 나눠 프랑스군에 접근했고, 각 진형은 빽빽한 파이크병들로 이뤄졌다. 그들에게는 포병이나 기병이 없었고 적들이 먼저 그들을 공격하기전에 빠르게 적들에게 달려드는 과거의 방식만을 배웠다. 마리냐노에서의 교전은 스위스 선봉 팔랑크스 대형이 가운데에 위치한 왕의 대형 앞에 위치한 포대에 파이크를 아래로 내리며 돌진하는 “헛된 희망”을 갖고 붙으면서 시작되었다. 그들의 의도는 다른 전투에서의 경험으로 정당화된거처럼, 빠르게 프랑스의 대포들을 넘어 그들의 지휘관을 노리는 것이었다.
스위스군의 첫 공격이 란츠크네흐트 수비대를 뒤로 물러서게 하고 몇 개의 대포를 탈취하며 성공했을때, 그들의 진격 속도는 프랑스군의 포격을 효과적이지 못하게 하였다. 그러나 프랑스의 우측에서 부르봉 공작의 기병대가 측면에서 반격을 해왔고, 스위스 선봉대의 피신처로 밀려났다. 그들을 추격하던 프랑스 기병대는 스위스 본대가 오자 물러났다.
연기와 밤이 내려오면서 전투를 방해했다; 달빛과 혼란 속에서 균형이라는 결과가 매달렸다. 왕이 자주 직접 이끌었고, 그의 옆에서 베야르가 함께한 용맹한 프랑스 기병대의 돌진이 가끔 성공했다가 일시적으로 스위스군에 다시 밀려나고는 했다. 선두의 프랑스 지휘관 중 대다수가 필사적으로 밤에 교전을 하다가 부상을 입거나 전사를 했는데, 이중에는 62개의 부상을 입은 루이 2세 드 라 트레무아유의 아들 탈몽 (Tallemont) 공작이 있다. 검은 군단이 반격을 가해 스위스군을 밀어냈지만, 차례대로 반격을 당한 것 뿐이었다. 바야르는 적들 사이 어둠 속에서 고립되어 있단 로렌 공작을 구하기 위해 스위스의 팔랑크스 진형을 뚫고 가야만 했다. 가장 어두운 시간에는 교전이 멈췄고, 양 측은 서로 돌아가 진형을 가다듬었다. 새벽에 다시 교전이 시작됐다.
프랑스의 가운데 대형에서 포대가 다시 조립되었다. 그들과 반대로 스위스군은 거대한 팔랑크스 진형을 다시 갖추었다. 저녁 전에 용기를 얻은 스위스군은 다시 한번 창을 내려 프랑스 포병에 돌진을 가했다. 이때에 포대는 그들에게 준비가 되어 있었다. 수 많은 대포가 쏘아져 천천히 진군하던 스위스군에게 깊이 피 웅덩이를 만들었다. 하지만 기세가 꺾이지 않은 스위스군은 계속에서 프랑스 병력 쪽에 접근하여 앞으로 밀어냈지. 다시 수비하던 란츠크네흐트가 밀려나갔지만; 수 많은 대포의 사격으로 스위스군이 더 앞으로 진격해오는걸 막았다. 이때는 바야르가 이끄는 또다른 프랑스 기병대가 돌진하여 공격해오던 스위스군이 이 지점을 포기하게 하였다.
포병에 의해 난처했지만 아직까지 용감했던 스위스군은 알랑공 공작의 왼쪽 날개 쪽을 공격해는데 집중했다. 조금의 전진을 해낸 후에, 이 공격 역시도 다시 밀려나갔다. 나중에 그의 어머니에게 보낸 보고서에서 프랑수아는 완고한 스위스군에게 프랑스 장다름들이 퍼부은 “30번의 용감한 돌격”을 자랑하였다.
아침 중반에 바르톨로메오 달비아노가 이끄는 베네치아 동맹군이 도착해서야 스위스군을 상대로 전황을 압도했다. 스위스군의 공격이 곳곳에서 격퇴당했고, 병력이 피로 뒤덮힌체 아수라장이 된 그들은 결국엔 거점을 포기하고 후퇴하였다.
이 전투는 프랑수아의 결정적인 승리였다. 스위스군보다 병력이 많았고 화력도 앞도적이었기에 예상된 결과로 여겨질 수 도 있다. 그러나 과거 몇 십년 동안에 스위스군은 불리한 상황에서도 자주 승리를 거머줬었고, 베네치아의 지원 병력이 도착하여, 균형의 추를 무너트릴때까지 프랑스의 승리는 결코 쉽게 찾아올 수 있는 건 아니었다.
스위스 패배의 직접적인 원인은 교전 초기에 적들의 대포를 차지하는데 실패한 것과 베네치아 지원군이었다. 그러나 스위스의 패배에 기여한 것에는 규율 부족과 효과적인이지 못한 지휘 체계도 있었다. 같은 해인 1515년 초에 스위스 의회는 각각의 지휘관들에게 그들의 부대에 대한 퇴각과 교전의 지속을 결정할 수 있는 권한을 부여했다. 이 지침이 스위스군이 하나로 통일된 행동을 불가능하게 만들었다. 지휘 체계는 총사령관으로 선출된 지휘관 두 명, 추가적으로 각각의 부대의 지휘관들과 더불어 각 칸톤의 군인들이 선출한 대표자 1인들로 구성되어 있었다. 이 지휘관들은 스위스군의 방침을 투표로 결정했다. 실전에서 지휘 체계는 하려고 하면 금세 작동하지 않다: 지휘관들은 협정을 존중하여 공격하려하지 않은 반면에 부대의 대표자들, 특히 우리, 슈비츠, 글라루스 지역, 이들은 충분한 약탈품에 대한 기대에 동기를 부여받으며 거리낌없이 공격하자고 결정했다.

## 결과

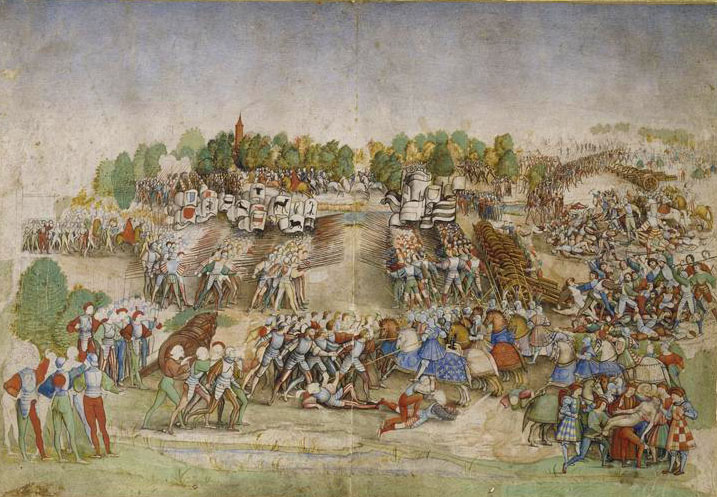
동시대 전투 묘사, Maître à la Ratière

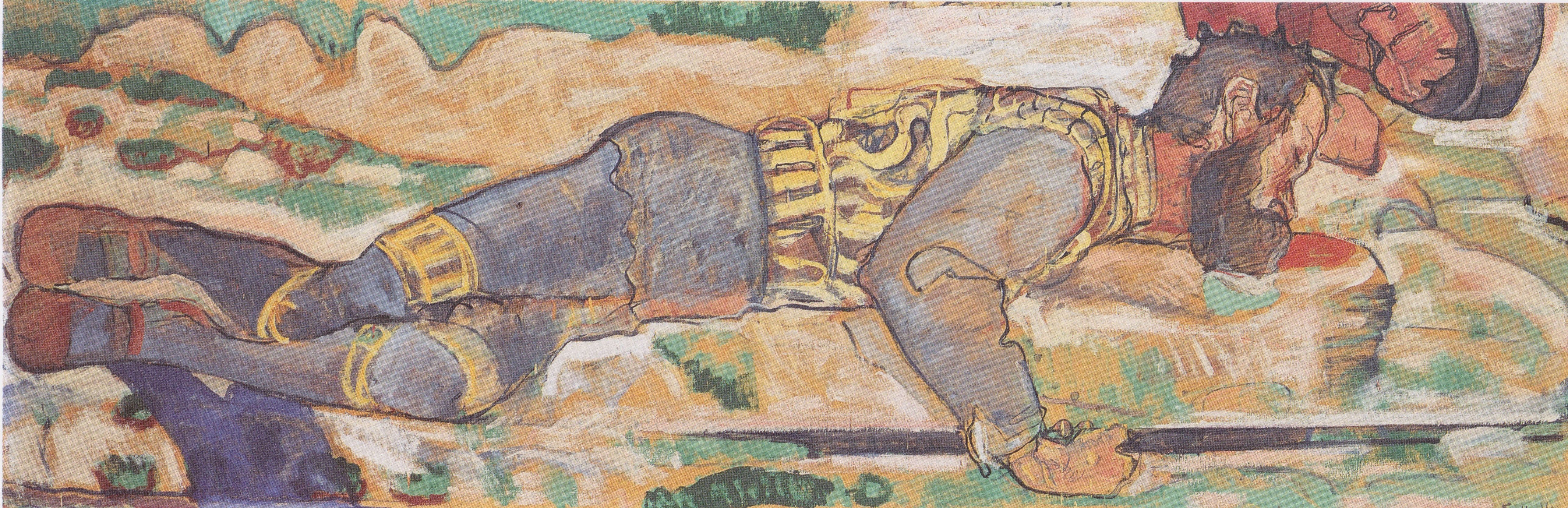
페르디난트 호들러가 마리냐노로부터의 퇴각 천장화 (1900)에 밑그림으로 그린 죽어가는 스위스 병사 (1898년경 작).

### 프랑스 측
“나는 카이사르만이 정복했던 이들을 정복했다”가 새겨진 프랑수아의 메달이 승리를 기념하기 위해 주조가 되었다. 이 전투를 가장 가치있는 승리라고 여기던 프랑스아는 옛 방식으로 다른 사람의 손을 통해서보다 베야르 슈발리에에 의해 이 전장에서 기사 작위 수여를 받겠다고 요청했다. 지난 40년간 모든 전투에 참가한 베테랑 원수 잔 자코모 트리불치오는 이 전투를 “거인들의 전투”라 칭찬하고, 그가 이 전투 이전 생애 동안 겪은 모든 전투가 “아이들의 장난”이었다고 비교하는 말을 하기도 했다.
마리냐노 전투는 이전까지 무적이던 스위스의 팔랑크스 전술에 대한 프랑스의 청동 대포와 장다름 기병의 우월성을 성립했다. 그러나 마리냐노에서 프랑스의 성공은 분열된 반도의 대립과 프랑수아 1세에 맞선 유럽 세력의 균형이 형성됐다. 그동안에 프랑수아 1세는 밀라노와 더불어 롬바르디아 지역 지배에 대한 전략적 핵심인 스포르체스코 성을 차지했다. 마시밀리아노 스포르차(밀라노 공작)와 그의 스위스 용병들 및 시옹의 주고 추기경은 후퇴했다가, 프랑스의 공병들이 건물 기초에 폭탄을 설치하자 항복하였다. 프랑스는 밀라노를 되찾았고, 마시밀리아노는 프랑스가 챙겨준 30,000 두캇의 돈을 갖고 사치스러운 추방을 당했다.

### 스위스 측
퇴각하는 스위스군은 벨린초나와 인접한 계곡을 관리할 후위를 두면서 상 롬바르디아 지역에 대한 지배권을 유지했다.
마리냐노 전투는 단 한번으로 밀라노에 대한 스위스의 야심을 종료시켜버렸고, 스위스 연방은 밀라노나 프랑스를 상대로 다시는 전쟁을 걸지 않았다. 정확히는 구스위스 연방은 1525년 이후로 모든 나라에게 전쟁을 걸지 않았으며, (1536년에 베른 주가 단돈으로 벌인 보 정복과는 별개로), 스위스의 군대가 다시는 외부의 나라에 공격을 가하는 행위믄 없었다. 스위스 역사학에서는 마리냐노에서 “교훈을 얻었다”라고 여기는 경향이 있으며, 유럽 종교전쟁 내내 내부의 적대적 감정으로 가득한 스위스 연방을 두 개의 세력으로 나눈 1520년대 스위스 종교개혁이 만들어낸 분열과 더불어, 1515년과 1525년 사이 10년 동안에 스의스 용병대의 다수의 쓰라린 패배에 (비코카, 세시아, 파비아) 면에서도 효과적이었다.

### 영구 평화
긴 협상 끝에 13개 칸톤과 이들의 동맹 (장크트갈렌 수도원과 시, 삼동맹, 발레, 묄루즈를 추측으로 하는 쪽과 프랑스의 왕 및 밀라노 공작인 프랑수아 측은 1516년 11월 29일 프리부르에서 조약을 체결했다. "영구 평화" (Ewiger Frieden, Paix perpétuelle)라고도 알려진 프리부르 조약에서 스위스 연방은 밀라노의 보호국이라는 모든 권리들을 포기했다. 대신에 프랑스 측은 연방 측에 보상으로 700,000 골드 크라운을 지불했다. 양 측은 상대방의 적에게 어떠한 지원을 하지 않기로 동의했고 (조약 이전에 체결된 것은 제외하고) 미래의 분쟁의 경우애는 중재 조정을 하기로 동의했다. 프랑스는 스위스가 알프스 이남 지역 (벨린초나를 제외하고)을 기꺼이 양보하겠다면 300,000 크라운을 지불하겠다고 제안했으나, 이 제안은 거부되었다. 추가적으로 이 조약은 밀라노와 리옹에서 스위스에 대한 무역 특권을 부여했다. 오솔라 계곡만이 밀라노에 반환됐고, 나머지 이남 지역은 이 시기부터 포크트들이 통치하는 스위스의 일부로서 남게되어, 1803년부터는 티치노 주가 되었다(한편 3개국 동맹은 1797년에 발텔리나에 대한 지배권을 상실했다).
프랑스와의 “영구 평화”는 정말로 프랑스 왕국의 남은 시기에도 유지되었으며, 1798년에 프랑스의 스위스 침공과 함께 프랑스 혁명 전쟁 기간에서야 깨지게 되었다. 평화 조약은 다음 3세기에 걸쳐 프랑스와 스위스 연방 간의 긴밀한 시기를 열어주었다 (반면 같은 시기에 스위스는 신성 로마 제국과의 관계는 멀어졌다). 프랑스와 화해를 하는 다음 관계는 1521년에 체결된 프랑스와의 복무 협약 (Soldbündnis)였으며, 이러 인해 프랑스 국군의 일부로 스위스 용병 연대가 정규군으로 편성됐다 (가르드 스위스 참조) 이 협약 역시도 3세기 동안에 지속되어, 4개의 스위스 연대가 1812년 나폴레옹의 러시아 원정에 참여하기도 했으며, 스위스 시민의 외국군 복무는 마침내 1848년에 스위스 연방 정부 형성으로 불법화되었다.

### 그외
전투가 끝나고 얼마안되어서, 프랑수아는 밀라노의 프랑스 반환에 논의하기 위해 볼로냐에서 교황 레오 10세를 만났으며, 이 만남에는 레오나르도 다 빈치도 참석했었다. 그래서 프랑수아는 레오나르도에게 프랑스로 돌아갈때 같이 동행하자고 설득했고, 클로뤼세 영지를 부여했다.
이 전투에 참전한 이에는 1506년 이래로 글라루스 주의 교회 후원권을 지닌 울리히 츠빙글리도 있었다. 글라루스에서는 스위스의 젊은이들이 용병으로 직업을 구할 때 프랑스 측이나 신성 로마 제국 및 교황령 측 어느쪽에 고용되어야 하냐는 정치적 논쟁이 있었다. 이 논쟁의 쟁점은 글라루스의 젊은이들이 전쟁의 양 측에서 복무하게 되어, 1500년의 노바라의 경우처럼 전장에서 “형제들과 형제들의 싸움”이라는 불운한 결과를 막기 위한 것이었다. 츠빙글리는 마리냐노 이전에는 교황령을 지지했었고, 전투 이후에도 프랑스와의 평화를 거부하며 교황령 쪽의 지지를 지속했다. 글라루스의 대중들의 의견이 1516년 평화 조약 이후에 완전히 친프랑스적 태도로 바뀌자, 츠빙글리는 글라루스에서 그의 지위를 포기할 수 밖에 없었다. 그는 아이지들른에서 고용되었고, 1519년부터는 취리히에 있었다. 이탈리아 전쟁에서 그의 경험을 바탕으로 츠빙글리는 용병 산업의 진솔한 반대인사가 되었으며, 에라스뮈스와 “전쟁은 겪어보지 않은 자들에게만 달콤하다” (dulce bellum inexpertis)라며 논쟁했다. 그는 또한 마리냐노의 재앙에 대해서 추기경 시너의 전쟁 선동을 비난했고 마리냐노 이후 동안에 스위스 종교개혁에서 절정에 이른 그의 과격화에 대한 첫 신호였던 "붉은 모자" (rote hüetlin, 즉 고위 성직자)들에 대한 설교를 시작했다.

## 유산과 기념
이 사건을 기념하는 것에는 피에르 봉탕이 생드니 대성당에 있는 프랑수아 1세의 무덤을 장식한 마리냐노 전투의 박육조와 퐁텐블로를 위해 앙투안 카롱이 그린 회화 (현재는 오타와의 캐나다 국립미술관 소장), 클레망 잔캥의 가장 유명한 음악 구성 샹송 La guerre등이 있다. 스위스의 영웅 한스 베어 (Hans Bär)는 바젤 시청의 탑에 있는 프레스코화에 나타나있다.